# Kingdom (serie de televisión)
Kingdom es una serie de televisión británica producida por Parallel Film and Television Productions para la cadena ITV. Fue creado por Simon Wheeler y la estrella Stephen Fry como Peter Kingdom, un abogado de Norfolk que hace frente a su familia, sus colegas, y los lugareños extraños que acuden a él en búsqueda de asistencia letrada. La serie también está protagonizada por Hermione Norris, Celia Imrie, Karl Davies, Phyllida Law y Tony Slattery.
Kingdom fue transmitida en el 2007 y tuvo un promedio de seis millones de espectadores por semana. A pesar de una caída de las valoraciones a mediados de la serie, el presidente ejecutivo de la ITV, elogió el programa y ordenó una segunda temporada, que fue filmada en 2007 y emitida en enero y febrero de 2008. El rodaje de la tercera temporada aconteció entre julio y septiembre de 2008, para su posterior difusión el 7 de junio de 2009.
En octubre de 2009, Stephen Fry anunció en su blog personal que la ITV había cancelado la serie, lo cual el canal confirmó más tarde de forma oficial.

## Argumento
La serie sigue a Peter Kingdom, un abogado de un pequeño pueblo, cuyo trabajo gira en torno a los casos presentados por el pueblo ecléctico y excéntrico de Market Shipborough. La serie mantiene un formato episódico, donde el desarrollo autónomo de la serie figura antes de la hora la conclusión, a través de una historia continua se refiere a la misteriosa desaparición de Simon Kingdom, el hermano de Peter. El primer episodio revela que desapareció en el mar, seis meses antes y que todos los que lo conocieron (como Peter) suponen que se suicidó. Cada semana hay más indicaciones de que no murió, culminando en el episodio seis cuando se reveló que había una relación con una mujer, y que ella había quedado embarazada con su hijo después de que supuestamente había muerto. En la primera temporada que se introduce a la media hermana de Peter, Beatrice, que poco a poco se convierte en un carácter integral de la serie.
Simon regresa en la segunda temporada y es acusado de fingir su propia muerte. Es puesto en libertad después de que Lyle usa el dinero de Simon para pagar la fianza, y es cuando Simon revela que en realidad era un intento de suicidio. Beatrice se entera de que está embarazada, así que deja a Market Shipborough hasta que el bebé nace en el último episodio de la serie. Lyle amenaza con dejar a Kingdom & Kingdom cuando su mentor Peter comienza a descuidar de él, pero cambia de opinión cuando Peter le coloca un compañero. En el episodio final, una tormenta torrencial ataca a Mercado Shipborough, inundando gran parte de la ciudad. Si bien la búsqueda del hermano de Peter, que se marchó la noche anterior, Peter se encuentra con algo no visto por el público, revela que el cadáver de Simon en la temporada número 3.
En la tercera temporada se cambia de tema acerca de Simon ya que este ha muerto. En cambio, esta serie se centra más en la vida de Peter, Beatrice y su nuevo bebé (Petra), Lyle, y Gloria, la recepcionista. Hacia el final de la serie de Peter empieza a sufrir apagones pequeños. Él ha hecho algunas pruebas menores para averiguar la causa del problema. La serie tuvo más atención cuando se supo que Peter sufría de diabetes tipo 2. Cuando Peter le pregunta al médico si debe decirle a Beatrice y Petra acerca de revisarse, el médico reveló que la diabetes no es lo único que descubrieron. En las escenas finales Peter revela que ha descubierto que no tiene relación de sangre con Beatrice o Simón, y que por lo tanto "su" padre no era en realidad su padre.

## Personajes

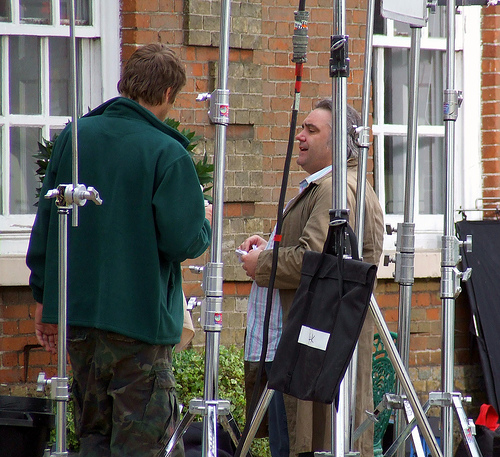
Tony Slattery (derecha), como Sidney Snell durante el rodaje de la segunda temporada en 2007. Para enfatizar la naturaleza del personaje desaliñado, su traje no suele cambiar.

Los personajes son descritos por Wheeler como "tres familias", las relaciones de Peter, sus colegas, y el pueblo de Market Shipborough.
- Peter Kingdom (interpretado por Stephen Fry) es abogado graduado de Cambridge y Kingdom & Kingdom, una práctica que comenzó con su hermano Simon desaparecido seis meses antes del comienzo de la historia. Peter es respetado y considerado como un hombre compasivo por la comunidad local. Fry lo describe como "amable y empático", "en el lado de la gente común",[3] y como "solitario y aislado" y no revela sus verdaderas emociones.[4] Phyllida Law describe a Peter como " uno de esos sacerdotes antiguos del pueblo francés".[5]

- Beatrice Kingdom (interpretada por Hermione Norris) es la media hermana de Peter que llega en el primer episodio después de salir de rehabilitación. Ella es descrita por Wheeler como la "última hermana poco molesta".[4] En dos temporadas ella con éxito controla su enfermedad mental con medicación y se ha vuelto más responsable y confiable. Con el segundo embarazo de Norris (con su hija, Hero) se trabajó en la serie; Beatrice como una persona promiscua en la primera temporada y tiene varias pruebas de embarazo en la segunda temporada, todas ellas positivas. Beatrice da a luz en el episodio cinco de la segunda temporada, y pide a Simon que se presente en el nacimiento. La identidad del padre de Petra en un principio no se conoce, y si Simon le dice a Peter "le dará la vuelta por completo" cuando se entere. Más tarde se reveló que su padre es un juez mujeriego local. Petra es interpretada por gemelas en la tercera temporada. Su madre lo respondió en un casting del periódico local.[6]

- Lyle Anderson (interpretado por Karl Davies) es un abogado practicante en Kingdom & Kingdom durante la primera temporada. Al final de la segunda temporada, califica para ser abogado, y se ofrece y acepta una asociación en la práctica. Lyle es un personaje un tanto cómico a menudo tienen mala suerte, si se pierde en una relación potencial o es golpeado por una pelota de golf. Los escritores crearon una broma para el personaje, en la que se moja en casi todos los episodios, de caer en las piscinas y el aterrizaje en los diques.

- Gloria Millington (interpretada por Celia Imrie es una secretaria jurídica que se está recuperando de la muerte de su marido un año antes del inicio de la historia.[7] Ella tiene un hijo (interpretado por Angus Imrie, hijo de la actriz) y es "la hermana que Peter se merecía", pero nunca tuvo.[4] Gloria es antagonizado por Beatrice durante la primera temporada, pero juntos las dos se hacen amigas después.

- Sidney Snell (interpretado por Tony Slattery) es una cliente frecuente de Peter, que a menudo encuentra la manera de demandar el ayuntamiento. Slattery describe a Snell como un " un hombre antipatriótico común", y con Wheeler le llama un "guardián improbable de Market Shipborough" a causa de sus numerosos intentos para detener las obras de construcción.[4] Para enfatizar su estado sin lavar, el departamento de vestuario hizo que Slattery cambiara el traje de Snell sólo una vez en la primera temporada.[4]

- Aunt Auriel (protagonizada por Phyllida Law) es la tía de Peter y confidente. Ella vive en una casa de retiro en una finca de gran tamaño.

- Nigel Pearson (interpretado por John Thomson) se introduce en la segunda temporada como capitán del equipo de cricket de Market Shipborough. Peter investiga a Nigel después de descubrir que no ha cumplido con los contratos de patrocinio realizados con varias empresas locales. Nigel le confía a Peter que su matrimonio se está desmoronando, desconocido para Peter y su esposa (interpretada por Rachel Fielding), ya que ella está teniendo un romance con Simon y le devuelve el dinero de las deudas. Nigel regresa como miembro del reparto regular en la tercera temporada, y que ahora trabaja como consejero de la relación.[8]

- Simon Kingdom (protagonizado por Dominic Mafham) fue un personaje "invisible" (con la excepción de algunas de las fotografías) en la primera serie, con el episodio final reveló que había huido a Dublín, al parecer para escapar de las deudas de gran tamaño. En la segunda temporada regresa a Market Shipborough y es acusado de fingir su propia muerte. Al final de la segunda temporada que desaparece después de huir de una banda mafiosa durante una tormenta, y se revela en el comienzo de la tercera temporada que en realidad estaba muerto, la primera escena que muestra a Peter, Beatrice y Auriel en pie sobre su tumba.

En la primera temporada se muestran apariciones de personajes invitados, como Richard Wilson (un viejo profesor de la universidad donde estudió de Peter, aparece en el cuarto episodio); Robert Bathurst (un tipo travesti que aparece en el episodio cinco),  Lynsey de Paul como Sheila Larsen, que se ahoga en su propia piscina; Joss Ackland (como un superviviente de Auschwitz en el episodio seis), y Rory Bremner (como vicario, también en el episodio seis). Bremner, conocido más por la sátira de actuar, ha sido burlado al protagonizar al vicario ya que lo hizo "como" Michael Howard y Rowan Williams, y el nombre de su personaje fue "Jane", debido a un error en el guion. Richard Wilson volvió en la segunda temporada que también incluye funciones de Lucy Benjamin y Richard Briers, y Diana Quick. Los residentes locales aparecen como extras de fondo y en escenas de multitudes. Estrellas de la serie confirmaron que la tercera temporada incluía a Pippa Haywood, James y Oliver Phelps, June Whitfield, Peter Sallis, Colin Baker, Sandi Toksvig, Jack Dee, Sophie Winkleman, Anna Massey y Jaye Griffiths.

## Producción

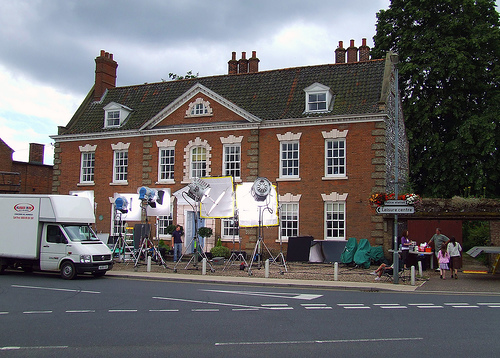
Filmando la segunda temporada en el 2007.

Simon Wheeler paso dos años desarrollando ideas para la serie antes del comienzo de su filmación en el 2006 y propuso que el personaje de Peter debía "ayudar a la gente más que hacer la ley". La serie originalmente iba a ser en torno a un abogado testamentario, con el título Where There's a Will. Stephen Fry desaprobó el título y levantó el punto de que sería difícil producir seis episodios con su personaje. Una serie de seis episodios se anunció en junio de 2006.
La serie es sobre todo un logro para Fry , y fue su primera serie dramática de televisión de ITV desde la conclusión de Jeeves and Wooster en 1993. La mayoría de los actores principales habían trabajado antes con Fry. Slattery había estado en Footlights con Fry, y él y Law apareció con Peter en Los amigos de Peter; Imrie apareció en Gormenghast aunque los dos no compartían ninguna escena. Este es el reparto permitido para a "aparecer más relajados" frente a la cámara. Norris no había hecho ninguna aparición con el resto de los actores más allá de un crédito con Imrie en Hospital!, la única serie de comedia de Five. Sin embargo, ella está casada con Wheeler, y él había escrito previamente para Wire in the Blood en la que anteriormente protagonizó. Ella tomó el papel de un cambio de ritmo de la "doncella de hielo" de los personajes que a menudo se retrata.

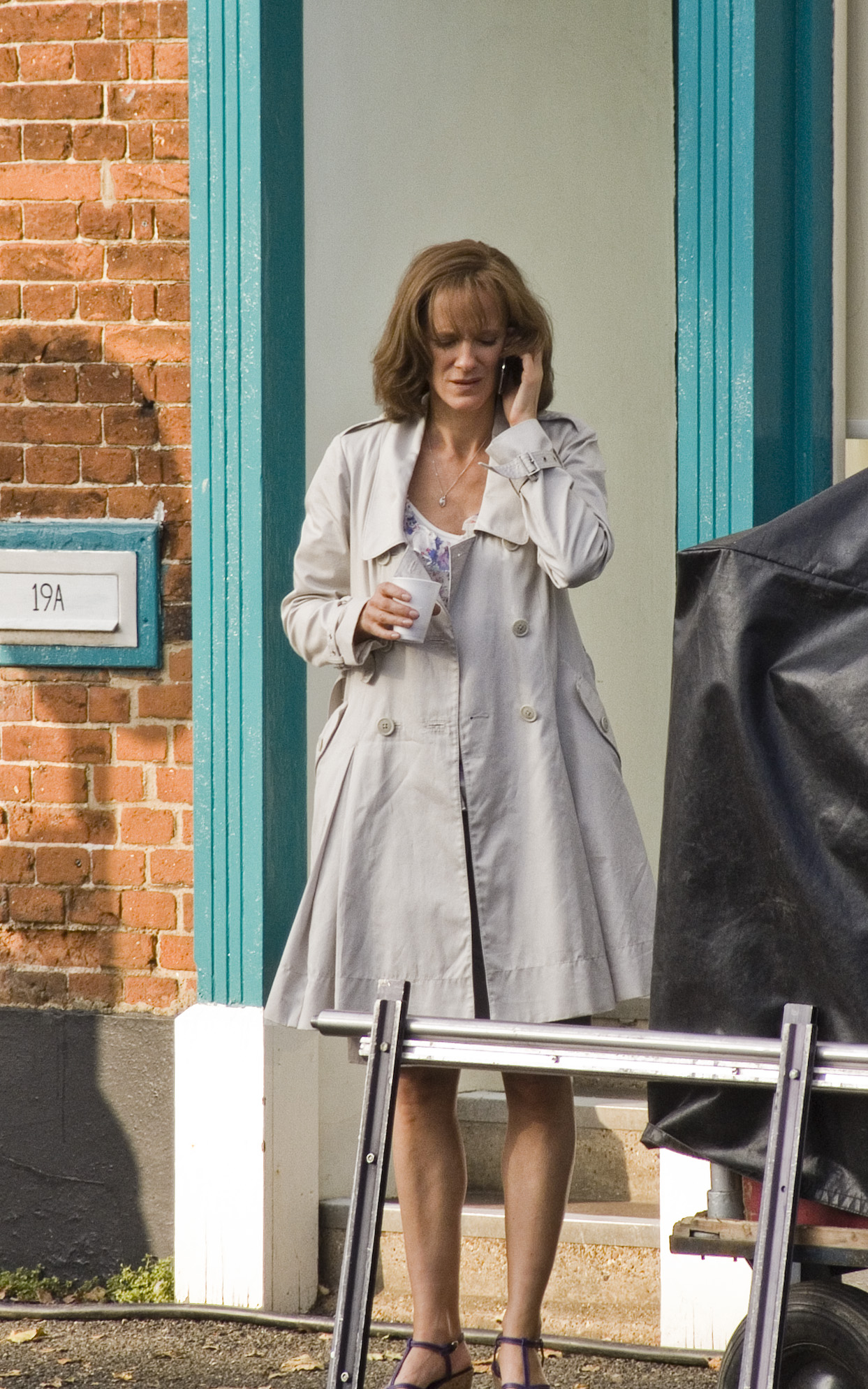
Hermione Norris en la locación de la serie durante la filmación de la tercera temporada.

La locación de la película se realizó principalmente en Swaffham. El rodaje de la primera temporada comenzó el 10 de julio de 2006 y estaba programada para 12 semanas. La filmación también se llevó a cabo en Hunstanton, Holkham, Thetford y Dereham Las escenas de la playa y el puerto fueron filmadas en Wells-next-the-Sea, Así como la estación de salvamento marítimo que se utiliza para la de Market Shipborough. Fry recomienda a los productores de Swaffham, citando las ciudades de mercado "más revelador de lo que Gran Bretaña es como una ciudad." Los Lugares utilizados en Swaffham incluye a Oakleigh House (como las oficinas de Kingdom & Kingdom) y el pub Greyhound (renombrada como "The Startled Duck") entre otros. Los productores señalaron que Oakleigh House fue el set ideal para las oficinas, ya que era una "autenticidad" de abrir la puerta directamente a la plaza del mercado, en lugar de una transición desde el estudio a la locación de fotografías.
Las escenas de la primera temporada en la que comenzaba con Fry conduciendo un Alvis TE 21 fue puesta en peligro cuando el actor fue sorprendido con exceso de velocidad en mayo de 2006. Su abogado con éxito aplazó la audiencia hasta diciembre, lo que permitió filmar y reanudar las escenas afectadas (a Fry le fue prohibido finalmente conducir por seis meses). Los dos primeros episodios fueron dirigidos por Robin Sheppard, el tercero y cuarto por Metin Hüseyin y los dos últimos por Sandy Johnson. Una toma especial fue filmada para la ITV3 en un Detrás de Escenas y fue transmitido el 27 de mayo de 2007, inmediatamente después del final del episodio seis en la ITV.
El rodaje de la segunda serie fue programada en dos bloques: el primero dirigido por Andrew Grieve, del 2 de julio al 11 de agosto, y a segunda dirigida por Edward Hall, del 20 de agosto al 29 de septiembre. Las tomas fueron filmadas de nuevo en Swaffham. Norris se tomó un descanso del rodaje en agosto para dar a luz a su hija, volviendo a la serie para completar sus escenas en septiembre. La tercera temporada se comenzó a filmar en julio de 2008. Las escenas fueron filmadas en la playa Holkham con los Blues and Royals de la Caballería Real, que se han basado en la cercana Watton. Durante septiembre, las escenas fueron ambientadas en Stockport, Gran Mánchester fue filmada en King's Lynn y Halifax. La filmación llegó a la conclusión al final del mes. Edward Hall regresó para dirigir tres episodios.

## Crítica y recepción

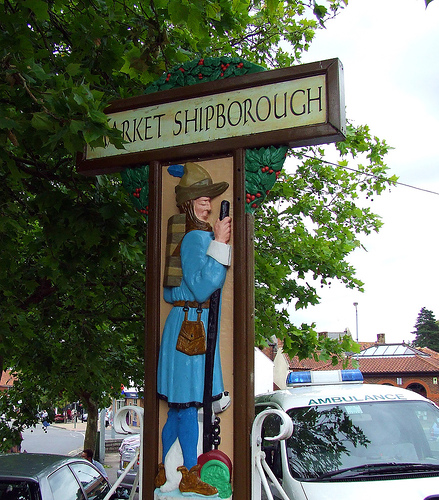
El signo de la ciudad de Swaffham, que representa el buhonero de Swaffham, se altera para mostrar el resultado del "gitano de Market Shipborough". El rodaje de Kingdom en Swaffham ha tenido un efecto positivo sobre la economía local.

En una vista preliminar, Radio Times lo describió como "la noche de televisión de domingo más acogedora", aunque llamó la trama de un episodio de "débil". Los comentarios hechos por The Stage hizo eco de esto, llamando a la historia una "serie de un asunto ingenioso", pero elogió a los lugares y se refirió a la serie en su conjunto como "buena". Tras la emisión del primer episodio The Guardian escribió que la serie "se deslizaba hacia abajo de la mejor manera como una cerveza de la empresa cervecera, Adnams". The Times tenía una visión negativa, calificando a la serie con una puntuación de una estrella, de cinco, y criticando a Stephen Fry por "interpretar a Stephen Fry". El reparto de los otros personajes también fue criticado, aunque el vestuario fue elogiado con ironía.
El programa recibió algunas críticas en Norfolk por su descripción inexacta de los acentos locales. El periodista y locutor de radio local Keith Skipper dijo al Eastern Daily Press: "Si van a establecer estos dramas en un lugar específico con la población local y los extras sin duda que debe recibir el acento correcto de lo contrario, es contraproducente". Un portavoz de ITV dijo al periódico: "Hemos contratado a un entrenador de dialecto profesional para ayudar a los actores lograr su acento. l acento de Norfolk es diferente en un área de Norfolk a otra. Lo que estamos tratando es lograr algo que se asemeje a un acento de Norfolk que no pueda ser inmovilizado."
El presidente ejecutivo de la ITV Michael Grade se mostró satisfecho con la serie, y describió en una conferencia en junio de 2007 que la serie había "hecho un bien para la ITV" en la prestigiosa hora de las 9 p. m.
A raíz de la reaparición de Simon en la segunda temporada, un escritor de The Herald expresó su decepción porque el aire de misterio se había ido del programa, "Como el sabio y santo Peter, Stephen Fry ya no tiene un gran enigma fraterno ni el estilo de detective que trata de desentrañar algo o por luchar más para hacerlo." El quinto episodio de la segunda temporada ganó el horario de las 9:00 con 5.400.000 espectadores y una cuota de audiencia del 22%, superando la cobertura Premios BAFTA de la BBC. La serie ha sido comparada con Doc Martin, otra serie de ITV con un profesional que trabaja en un pueblo rural.
Los índices de audiencia para el primer episodio de la tercera temporada se vieron afectados por un conflicto de horario con el final de The Apprentice en la BBC; El episodio tuvo 4.950.000 espectadores y una cuota de audiencia del 19,1%.

### "The Kingdom effect"
El rodaje de la serie en Swaffham y sus alrededores ha dado un impulso a la economía local, llamado "The Kingdom effect" (en español:El Efecto Kingdom) por la productora Georgina Lowe. Las empresas han aprovechado la popularidad de la serie, ofreciendo visitas guiadas a lugares destacados, así como los productos turísticos, tales como "Kingdom rock" y también ofreciendo tarjetas postales. Lowe dio una conferencia a la Swaffham's Iceni Partnership en 2007, en la que explicó que el equipo de producción utiliza las empresas locales "para todo, desde equipos y alquiler de andamios para la compra de accesorios, trajes, comida y bebida". Al final de la filmación de la segunda temporada, Parallel Productions había invertido aproximadamente £ 2,500,000 en la economía local.

## Índices de audiencia
| Fecha               | Episodio | Espectadores (millones) |
| ------------------- | -------- | ----------------------- |
| 22 de abril de 2007 | 1        | 8.55                    |
| 29 de abril de 2007 | 2        | 7.05                    |
| 6 de mayo de 2007   | 3        | 5.44                    |
| 13 de mayo de 2007  | 4        | 5.89                    |
| 20 de mayo de 2007  | 5        | 6.31                    |
| 27 de mayo de 2007  | 6        | 6.28                    |

| Fecha               | Episodio | Espectadores (millones) |
| ------------------- | -------- | ----------------------- |
| 7 de junio de 2009  | 1        | 5.32                    |
| 14 de junio de 2009 | 2        | 4.70                    |
| 21 de junio de 2009 | 3        | 4.76                    |
| 28 de junio de 2009 | 4        | 5.10                    |
| 5 de julio de 2009  | 5        | 4.94                    |
| 12 de julio de 2009 | 6        | 5.14                    |

## Información de la serie

### Distribución
La primera temporada se transmitió en la ITV en el Reino Unido a las 9 p. m. en las noches de los domingos del 22 de abril al 27 de mayo de 2007. La segunda temporada fue encargada antes de que el primer episodio fuese transmitido. Se rodó entre julio y septiembre de 2007 y su distribución de enero a febrero de 2008. La tercera temporada fue encargada en marzo de 2008 y comenzó a transmitir el 7 de junio de 2009. La STV decidió no transmitir la tercera temporada.
Los derechos de distribución internacional fueron adquiridos por Portman Film and Television, que vendió la serie a 14 redes internacionales en febrero de 2007. Hallmark Channel distribuyó la serie a siete canales regionales de Europa, con otras proyecciones, NRK en Noruega, RÚV en Islandia, YLE en Finlandia, Rai 3 en Italia y één en Flandes. Los derechos de Australia fueron recogidos por Seven Network con TVNZ comprándose en Nueva Zelanda. El programa se transmitió en los Estados Unidos en algunas filiales de la PBS a principios de 2008. Un acuerdo de distribución más amplio fue hecho por American Public Television ese mismo año para que las dos primeras temporadas que estuvieran disponibles para todos los afiliados, y otros lugares públicos; la tercera temporada fue estrenada 1 de diciembre de 2009. En Canadá, la primera y segunda temporada se está emitiendo este año, (abril-junio de 2010), en la red de Vision TV. La tercera temporada se estrenó en één en Flandes el 10 de abril de 2009.

### Lanzamientos en DVD
La primera temporada fue lanzada por Entertain Video el 28 de mayo de 2007 e incluye un video extra de la ITV3, Behind the Scenes. 2 Entertain tiene los derechos mundiales de la edición en DVD de 2007. L a segunda temporada completa se publicó en seis DVDs en The Daily Telegraph y The Sunday Telegraph entre el 1 y 7 de marzo de 2008 y fue puesto en libertad general desde el 15 de junio de 2009.

### Versión digital
En agosto de 2009, los seis episodios de la primera temporada fueron puestos en libertad en los Estados Unidos en Hulu, como parte de la asociación de Hulu con ITV. Todas las temporadas de Kingdom también están disponibles en el Reino Unido en el servicio de televisión por internet en SeeSaw, el cual fue lanzado el 17 de febrero de 2010.

### Música
Una banda sonora con música original de la serie, compuesta y dirigida por Mark Russell fue lanzado el 15 de junio de 2009 y sólo está disponible en la tienda de iTunes en este momento. El álbum contiene principalmente la música de la tercera temporada, aunque algunos de ellos se ha utilizado anteriormente en la serie.